# Glukoza (piosenkarka)
Glukoza (ros. Глюкоза), właściwie Natalia Iliniczna Ionowa (ros. Наталья Ильинична Ионова; ur. 7 czerwca 1986 w Kujbyszewie) – rosyjska piosenkarka.

## Życiorys

### Wczesne lata
Jest młodszą córką Ilii Efimowicza i Tatiany Michajłowej Ionowów, programistów komputerowych. Ma starszą siostrę.
W dzieciństwie interesowała się baletem i grą w szachy. W wieku siedmiu lat zaczęła naukę w szkole muzycznej, którą ukończyła po czterech latach. W 1997 roku zadebiutowała na ekranie jako aktorka: zagrała epizodyczne role w kilku filmach, pojawiła się też w kilku odcinkach serialu Jeralasz. Niedługo później zagrała w teledysku do piosenki „Dietstwo” Jurija Szatunowa.

### Kariera
Znana jest jako jedna z najgorszych rosyjskich piosenkarek, która pomimo całkowitego braku talentu wokalnego odniosła sukces na muzycznej estradzie dzięki swemu uroczemu wyglądowi i programowi Auto-Tune, a nie głosowi: na jej występach bez użycia playbacku staje się jasne, że nie umie śpiewać.
W 2002 roku została dostrzeżona przez producenta muzycznego, Maksima Fadiejewa, który zaproponował jej używanie pseudonimu Glukoza. W 2003 roku nagrała z nim swój debiutancki album studyjny pt. Glukoza Nostra. Na płycie znalazły się single: „Nienawiżu” i „Niewiesta”, który dotarł do pierwszego miejsca rosyjskiej listy przebojów. W 2003 roku zdobyła Europejską Nagrodę Muzyczną MTV dla najlepszego rosyjskiego wykonawcy, dzięki czemu była nominowana do nagrody dla najlepszego europejskiego wykonawcy. Przez kilka następnych miesięcy wydała kolejne single: „Snieg idiot” (ros. Снег идёт), „Oi, oi”, „Małysz” (ros. Малыш), „Karina” i „Żenicha chotieła” (ros. Жениха хотела), który nagrała w duecie z Wierką Serdiuczką. W czerwcu 2005 roku wydała album pt. Moskwa, który promowała singlami: „(Eins, Zwei, Drei...) Schweine”, „Jura”, „Moskwa” i „K cziertu”. Płyta sprzedała się w ponad milionowym nakładzie w kraju. W grudniu ukazała się anglojęzyczna wersja piosenki „(Eins, Zwei, Drei...) Schweine”. Oryginalna (rosyjskojęzyczna) wersja znalazła się też na ścieżce dźwiękowej gry komputerowej Grand Theft Auto IV w radiu Vladivostok FM.
W 2006 roku wydała single: „Swadba” (ros. Свадьба, ślub, zainspirowany jej zaręczynami z Aleksandrem Czistiakowem) i „Saszok”, w którym wyraziła miłość do narzeczonego. W styczniu 2007 ogłosiła zawieszenie działalności na czas urlopu macierzyńskiego. Po powrocie na scenę opublikowała singiel „Diengi”. Niedługo później wystąpiła na festiwalu Nowa Fala, na którym zaśpiewała premierowo utwór „Sicily”, nagrany w duecie z Maksimem Fadiejewem. W maju 2010 wydała singiel „Wot takaja ljubow”.
W 2011 uczestniczyła w rosyjskiej wersji programu Fort Boyard i wydała album pt. Trans-Forma.

### Życie prywatne
17 czerwca 2006 wyszła za Aleksandra Czistiakowa (ur. 1973), z którym ma dwie córki: Lidię (ur. 10 maja 2007) i Wierę (ur. 8 września 2011); obie urodziły się w Hiszpanii.
W grudniu 2023 wzięła udział w nagiej imprezie Nastii Iwlejewej, na którą wejściówka kosztowała milion rubli (ok. 10,5 tys. dol.).

## Dyskografia

### Albumy studyjne
- Glukoza Nostra (2003)
- Moskwa (2005)
- Trans-Forma (2011)